# Raddiella
Raddiella é um gênero de plantas neotropicais da família das gramíneas, nativo da América do Sul, Panamá e Trinidad.

## Especies[3]
- Raddiella esenbeckii (Steud.) C.E.Calderón ex Soderstr. - Brasil, Bolívia, Colômbia, Venezuela, Guiana Francesa, Suriname, Guiana, Trinidad, Panamá  
- Raddiella kaieteurana Soderstr. - Venezuela (Bolívar), Suriname, Guiana, Brasil (Pará)  
- Raddiella lunata Zuloaga & Judz. - Rondônia, Mato Grosso  
- Raddiella malmeana (Ekman) Swallen - Pará, Mato Grosso  
- Raddiella minima Judz. & Zuloaga - Pará, Mato Grosso  
- Raddiella molliculma (Swallen) C.E.Calderón ex Soderstr. - Caquetá  
- Raddiella potaroensis Soderstr. - Venezuela (Bolívar), Guiana  
- Raddiella vanessiae Judz. - Guiana Francesa  

## Incluído Anteriormente
ver Parodiolyra
- Raddiella truncata - Parodiolyra lateralis

1. ↑  «Raddiella Swallen | Plants of the World Online | Kew Science». Plants of the World Online (em inglês). Consultado em 8 de outubro de 2024
2. ↑  «Raddiella Swallen | Plants of the World Online | Kew Science». Plants of the World Online (em inglês). Consultado em 8 de outubro de 2024
3. ↑  Goodwin, Richard H.; Kavanagh, Frederick (janeiro de 1948). «Fluorescing Substances in Roots». Bulletin of the Torrey Botanical Club (1). 1 páginas. ISSN 0040-9618. doi:10.2307/2482135. Consultado em 8 de outubro de 2024